# Служба доставки Кікі (фільм)
«Служба доставки Кікі» (яп. 魔女の宅急便, , Мадзьо но Таккюбін, англ. Kiki’s Delivery Service) — фільм режисера Такасі Сімідзу, знятий за книгою Ейко Кадоно. Вийшов на екрани 1 березня 2014 року в Японії.

## Сюжет
Молода відьма на ім'я Кікі летить із дому, щоб почати самостійне життя. Вона оселяється в місті на березі океану та відкриває службу доставки. На неї чекають знайомства з різними людьми, нові події в житті та пізнання своїх можливостей.

## У ролях
В таблиці наведені ролі й виконавці
| Актор           | Роль              |
| --------------- | ----------------- |
| Фука Косіба     | Кікі              |
| Рьохей Хірота   | Томбо             |
| Матіко Оно      | Асона             |
| Мінако Котобукі | Дзі-дзі (озвучка) |

## Реліз
Фільм вийшов у Японії 1 березня 2014 року й став третім за зборами, зібравши 128 млн. ієн (1,25 млн доларів США). У жовтні фільм було показано на кінофестивалі в Сіджесі в Каталонії.